# Naughty but Nice
Naughty but Nice (englisch für: „Ungezogen, aber nett“) ist das vierte Studioalbum der deutschen Sängerin Sarah Connor, das am 21. März 2005 von X-Cell und Epic Records veröffentlicht wurde. Es ist Connors erstes Nummer-eins-Album.

## Hintergrund
Für ihr viertes Studioalbum arbeitete Sarah Connor nach der Babypause, die sie für ihren Sohn einlegte, erneut mit den Produzenten Booya, Kay Denar und Rob Tyger zusammen. Vom Produzent Johnny Douglas, der unter anderem schon mit George Michael, Kylie Minogue und Tom Jones zusammenarbeitete, stammt das Lied You’re the Kinda Man. Das Album ist vor allem von Up-Tempo-Nummern geprägt. Im Vergleich zu den Vorgängeralben treten Soul-Facetten und auch Gitarren stärker in den Vordergrund.
Als erste Single wurde am 19. November 2004 die Ballade Living to Love You ausgekoppelt, mit der sich die Sängerin zum dritten Mal in Folge auf Platz eins der Singlecharts platzieren konnte. Die zweite Single From Zero to Hero, die am 7. März 2005 erschien, stieg direkt auf Platz eins der Charts ein. From Zero to Hero war auch das Titellied des Computeranimationsfilm Robots, in dem Connor der Roboter-Dame Cappy ihre Stimme lieh.
Das Album erschien am 21. März und stieg auf Platz eins der Albumcharts ein. Bereits in den ersten 48 Stunden konnte sich das Album über 100.000-mal verkaufen und erreichte damit Goldstatus. Naughty but Nice wurde in Deutschland und der Schweiz mit Platin und mit Gold in Österreich ausgezeichnet. Es verkaufte sich mehr als 300.000-mal.
Connor konnte sich stärker als bei den Vorgängeralben in Komposition und Inhalt einbringen. In den Liedern werden Menschen, die ihr nahestehen, und Situationen aus ihrem Leben beschrieben. So wurde das Lied Happy Anniversary von Connors damaligem Ehemann Marc Terenzi geschrieben und war ein Geschenk von ihm zum ersten Hochzeitstag. Für die Promi-Doku Sarah & Marc in Love, die am 25. Juni 2005 startete, wurde das Lied I Just Started Being Bad als Titellied verwendet. Für die 4-teilige deutsche Arztserie Beauty Queen, die auf RTL zu sehen war, wurde das Lied Change als Titellied verwendet.
Von Oktober bis November 2005 stellte Connor die Lieder des Albums live auf ihrer Naughty but Nice-Tour vor, die 23 Städte in Deutschland, Österreich und der Schweiz umfasste.

## Rezeption
Die Kritiken zu Naughty but Nice waren gemischt. Matthias Reichel von CDStarts.de vergibt fünf von zehn möglichen Punkten und lobt die Singleauskopplungen. Das Album fungiere hingegen als „Ansammlung überwiegend zweitklassiger Pop-, Soul- und R&B-Liedchen“. Positiv hebt Reichel das Lied Living to Love You hervor, das er als „gefühlvolle Ballade im frühen Mariah-Carey-Stil“ bezeichnet. Außerdem lobt er die Lieder From Zero to Hero und You’re the Kinda Man. Im Vergleich zum Vorgängeralbum Key to My Soul hinterließe das Werk einen besseren Eindruck und die Qualitätskurve zeige wieder nach oben.
Michael Schuh von Laut.de gibt nur einen von fünf möglichen Punkten. Er bezeichnet das Album als ideenlos. Vieles kenne man schon von Connors Vorgängeralben. Das Werk biete „15 für die Klingelton-Industrie hergestellte Träller-Nummern“ und das Album sei „Unterschichtenmusik für die Dorfdisco um die Ecke“.

## Titelliste
1. Living to Love You (Rob Tyger, Kay Denar) – 4:18
2. Paradise (feat. Mr. Freeman) (Bülent Aris, T. Bjerre, Freeman, Moring) – 3:45
3. From Zero to Hero (R. Tyger, K. Denar) – 3:46
4. I Just Started Being Bad (R. Tyger, Ek, K. Denar) – 3:40
5. Thank You (B. Aris, Freeman) – 4:45
6. You’re the Kinda Man (Douglas, Friendship) – 4:43
7. One More Night (Part II of the Osla Suite Trilogy) (B. Aris, June Rollocks) – 4:22
8. Keep Imagining (Aris, Freeman) – 3:59
9. Happy Anniversary (Freeman, M. Terenzi, S. Connor) – 3:09
10. You Are My Desire (R. Tyger, K. Denar) – 3:51
11. Change (Casselle, R. Tyger, K. Denar) – 3:36
12. Dolce Vita (S. Connor, R. Tyger, K. Denar) – 3:57
13. Call Me (B. Aris, Bjerre, T. Berlin) – 4:03
14. Ohhh (Private Party) (B. Aris, Freeman) – 3:46
15. From Zero to Hero [I Wanna Funk with You Extended Album Remix] – 5:32

## Chartplatzierungen
| ChartsChartplatzierungen | Höchstplatzierung | Wochen |
| ------------------------ | ----------------- | ------ |
| Deutschland (GfK)        | 1 (39 Wo.)        | 39     |
| Österreich (Ö3)          | 3 (25 Wo.)        | 25     |
| Schweiz (IFPI)           | 3 (29 Wo.)        | 29     |

| ChartsJahrescharts (2005) | Platzierung |
| ------------------------- | ----------- |
| Deutschland (GfK)         | 16          |
| Österreich (Ö3)           | 43          |
| Schweiz (IFPI)            | 39          |

## Auszeichnungen für Musikverkäufe
| Land/Region        | Auszeichnungen für Musikverkäufe (Land/Region, Auszeichnung, Verkäufe) | Verkäufe |
| ------------------ | ---------------------------------------------------------------------- | -------- |
| Deutschland (BVMI) | Platin                                                                 | 200.000  |
| Österreich (IFPI)  | Gold                                                                   | 15.000   |
| Schweiz (IFPI)     | Gold                                                                   | 15.000   |
| Insgesamt          | 2× Gold · 1× Platin ·                                                  | 230.000  |